# Эберс, Джуэл Джеймс
Джу́эл Джеймс Э́берс (англ. Jewell James Ebers, родился в 1921 году, умер в марте 1959 года) — американский физик, соавтор простейшей математической модели биполярного транзистора — модели Эберса — Молла.

## Биография
Джуэл Джеймс Эберс родился и вырос в городе Гранд-Рапидс, штат Мичиган. Обучение в Антиохийском колледже было прервано Второй мировой войной. Отслужив три года в армии США, Эберс в 1946 году окончил курс в колледже, а затем продолжил обучение на электротехническом факультете Университета Огайо. В 1947 году Эберс получил диплом магистра, в 1950 году — звание доктора философии. В 1951 году, после непродолжительной преподавательской работы, перешёл на работу в Bell Labs — один из двух крупнейших частных научно-исследовательских институтов США. Эберс показал себя способным администратором и быстро продвинулся по службе, достигнув к 1959 году поста директора филиала Bell Labs в Аллентауне.
Важнейшим вкладом Эберса в электронику стало создание в 1954 году, совместно с Джоном Моллом, первой практической и удобной для расчётов математической модели биполярного транзистора.
Модель Эберса — Молла, включает в себя идеальные диоды, идеальные управляемые источники тока и паразитных емкостей, удачно подошла под требования и вычислительные ограничения ранних программ машинного моделирования электронных цепей и стала составной частью многих программ моделирования электронных цепей, например, SPICE, Microcap и других средств САПР. Модель Эберса — Молла в которой два диода и два источника тока — основная (простейшая) модель биполярного транзистора.
Последовательное усложнение модели Эберса — Молла с целью уточнения её «в конце концов приводит» к совершенной (и требующей для описания не менее 25 параметров) модели Гуммеля — Пуна. Вторым по значимости вкладом Эберса в электронику стала разработка им в 1952 году первого четырёхслойного полупроводникового pnpn-прибора, впоследствии названного тиристором.
В 1971 году секция электронных приборов IEEE учредила ежегодную премию Эберса, присуждаемую «за выдающийся инженерный вклад в области электронных приборов».